# The Bunker
Pour les articles homonymes, voir Bunker.
Pour plus de détails, voir Fiche technique et Distribution.
The Bunker est un film d'horreur psychologique britannique réalisé par Rob Green, sorti en 2001. Il a été présenté en compétition au festival international du film de Catalogne.
Le film se déroule fin 1944. Un groupe de soldats allemands de la Panzergrenadier-Division Großdeutschland tombe dans une embuscade tendue par des soldats américains. Les rescapés se réfugient dans un bunker déjà occupé par deux autres soldats, un vétéran et une jeune recrue. À la nuit tombée, ils découvrent un système de tunnels sous le bunker et partent les explorer malgré les avertissements du vétéran concernant une malédiction. Des événements étranges commencent à se produire et la paranoïa s'installe dans le groupe. Et ce, malgré l'avertissement du commandant de la troupe : Nous ne succomberons pas à l'hystérie sous mon commandement.  

## Synopsis
Fin 1944, les restes d'un peloton de Panzergrenadiers de la Division Großdeutschland sont pris dans une embuscade par les troupes américaines. Alors qu'ils battent en retraite, le soldat Hugo Engels est tué et le peloton trouve un bunker occupé par les soldats Mirus (John Carlisle) et Neumann (Andrew-Lee Potts) qui ont pour ordre de le défendre. Le caporal Schenke confronte le sergent Heydrich sur sa décision de ne pas contre-attaquer. Mirus raconte l'histoire de la région, où les victimes de la peste noire ont été massacrées sur les ordres d'un étranger qui a incité les habitants à se retourner les uns contre les autres.
Pendant la nuit, des tunnels sont découverts sous le bunker. Le caporal Schenke (Andrew Tiernan) veut les explorer mais le lieutenant Krupp (Simon Kunz) refuse. Mirus se faufile dans les tunnels et un curieux soldat de première classe Kreuzmann (Eddie Marsan) le suit. Lorsqu'ils sont rapportés disparus, Krupp pense qu'ils ont déserté et ordonne la poursuite. Neumann est rattrapé et révèle que Mirus utilisait les tunnels comme propriété privée depuis plusieurs semaines tout en y dissimulant ses activités spécifiques. Le caporal Baumann (Jason Flemyng) découvre les plans du complexe tandis que le caporal Ebert (Jack Davenport) trouve un panneau d'avertissement. Ebert découvre également un puits de mine où il est attaqué par derrière par une silhouette ressemblant à Kreuzmann.
Baumann conclut qu'il y a des Américains dans les tunnels et utilise un générateur pour allumer les lumières dans le complexe. Krupp demande à Mirus d'expliquer les activités mystérieuses mais est interrompu par des tirs de mitrailleuses dans le bunker. Rejoignant le peloton, ils découvrent qu'ils n'ont tiré sur rien. Après avoir trouvé les lignes téléphoniques coupées, ils sont alors convaincus que les Américains sont dans les tunnels. Le peloton se sépare et fouille le complexe. Mirus révèle sa conviction que son fils mort lui parle des tunnels. À la recherche de Schenke et Krupp, ils découvrent le corps d'Ebert. Un autre groupe découvre une fosse commune et Kreuzmann est trouvé catatonique et incohérent. Kreuzmann se détache du groupe et rencontre Krupp et Schenke alors qu'ils poursuivent leur exploration. Surpris, Schenke et Krupp l'abattent, créant ainsi un effondrement qui tue Krupp.
Les coups de feu alertent Neumann qui entre dans le tunnel et, fuyant une silhouette sombre, rejoint Neumann. Mirus tente de s'enfuir et s'emmêle dans des barbelés. Lorsque Heydrich, Baumann et Franke essaient de faire sauter la porte du bunker avec une grenade à manche, Schenke et Neumann confondent le bruit avec un assaut américain. Ils ont mis le fusible sur une charge de démolition pour faire sauter les munitions et les protégés des Américains.
La tentative de Heydrich, Baumann et Franke d'ouvrir la porte échoue. En cherchant une autre sortie, ils rencontrent Schenke et Neumann qui ouvrent le feu en pensant que le trio est américain. Les trois sont repoussés lorsqu'ils manquent de munitions. Neumann tire sur le trio tandis que Schenke tue Franke puis menace Neumann. Les munitions explosent et Heydrich, Baumann et Neumann s'enfuient avec Schenke qui leur tire dessus. Le trio trouve la sortie principale bloquée, tente de s'échapper par le puits de mine et tire sur une silhouette qui s'approche. Lorsque Heydrich tire sur Schenke avec son pistolet lance-fusées, il s'enflamme. Neumann parvient à percer le mur de la fosse commune avec son outil de retranchement et à l'air libre. Heydrich est poignardé par Schenke qui a survécu à l'incendie, et Baumann attaque Schenke à mains nues. Heydrich est tué lors de l'altercation et Baumann s'échappe avec Neumann, jetant une grenade dans la tombe avec Schenke où elle explose.
Le caporal Baumann donne à Neumann la permission de se rendre aux Américains et il part, trouvant le corps de Mirus dans les barbelés. Quand il voit des soldats américains, il agite un mouchoir pour se rendre.
Le film passe à un flashback dans lequel l'équipe de Baumann marche dans un champ par une journée ensoleillée, tombant sur un groupe de déserteurs sur le point d'être exécutés. Baumann est invité à participer au groupe de tir. Il tire sur un homme qui prie et rate avant de le frapper deux fois. Un officier donne le coup de grâce et le groupe de tir pose pour des photos avec l'homme exécuté.
Le flashback de Baumann se termine et il titube pour se rendre aux Américains.

## Fiche technique
- Titre original : The Bunker
- Réalisation : Rob Green
- Scénario : Clive Dawson
- Décors : Richard Campling
- Costumes : Fiona Chilcott
- Photographie : John Pardue
- Montage : Richard Milward
- Musique : Russell Currie
- Production : Daniel Figuero
- Sociétés de production : Millennium Pictures
- Pays d'origine :  Royaume-Uni
- Langue : anglais
- Formats : Couleur - 1,85:1 - son Dolby Digital - 35 mm
- Genre : Horreur
- Durée : 95 minutes
- Dates de sortie : 
  - Festival international du film de Toronto : 14 septembre 2001
  -  Royaume-Uni : 27 septembre 2002

## Distribution
- Jason Flemyng (VF : Adrien Antoine) : caporal Baumann
- Andrew Tiernan (VF : Thierry Wermuth) : caporal Schenke
- Christopher Fairbank : sergent Heydrich
- Simon Kunz (VF : Edgar Givry) : lieutenant Krupp
- Andrew Lee Potts : soldat Neumann
- John Carlisle (VF : Michel Ruhl) : soldat Mirus
- Eddie Marsan : soldat Kreuzmann
- Jack Davenport (VF : Guillaume Orsat) : caporal Ebert
- Charley Boorman : soldat Franke
- Nicholas Hamnett : soldat Engels

## Accueil
Il recueille 80 % de critiques favorables, sur la base de cinq critiques et avec une note moyenne de 6,4/10, sur le site Rotten Tomatoes.